# Lentate sul Seveso
Lentate sul Seveso (lombardul: Lentaa) település Olaszországban, Lombardia régióban, Monza e Brianza megyében. Lakosainak száma 15 801 fő (2023. január 1.). Lentate sul Seveso Barlassina, Carimate, Cermenate, Lazzate, Meda, Misinto, Novedrate, Cabiate, Cogliate, Mariano Comense és Seveso községekkel határos.

## Népesség
A település lakossága az elmúlt években az alábbi módon változott:
| Lakosok száma | 15 742 | 15 902 | 15 878 | 15 801 |
|               | 2013   | 2017   | 2018   | 2023   |

## Híres szülöttjei
- Ottavio Bugatti (1928–2016) labdarúgó